# Почаєвицька сільська рада
Почаєвицька сільська рада — орган місцевого самоврядування у Дрогобицькому районі Львівської області з адміністративним центром у с. Почаєвичі.

## Загальні відомості
Історична дата утворення: в 1995 році. Водоймища на території, підпорядкованій даній раді: річка Тисмениця.

## Історія
Львівська обласна рада рішенням від 7 жовтня 2008 року у Дрогобицькому районі уточнила назви Почаєвичівської сільради на Почаєвицьку.

## Населені пункти
Сільській раді підпорядковані населені пункти:
- с. Почаєвичі

## Склад ради
Рада складається з 16 депутатів та голови.